# Cao trào kháng Nhật cứu nước
Cao trào kháng Nhật cứu nước-Khởi nghĩa từng phần: là phong trào quần chúng Việt Nam nổi dậy chống đế quốc Nhật Bản sau ngày họ đảo chính lật đổ thực dân Pháp ở Đông Dương.

## Bối cảnh lịch sử
Cuối năm 1944 đến đầu năm 1945, phe Trục liên tục thất bại trước phe Đồng minh trên nhiều mặt trận. Tháng 8/1944, thủ đô Paris bị chiếm lại, chính phủ bù nhìn Vichy bị sụp đổ, chính phủ chống phát xít Đức của tướng Charles de Gaulle lên nắm quyền. Tại Đông Dương, lực lượng Pháp theo phái Charles de Gaulle hoạt động ráo riết.
Tối 9/3/1945, Nhật Bản tiến hành cuộc đảo chính lật đổ Pháp trên toàn cõi Đông Dương. Ngay trong đêm đó, Hội nghị mở rộng Ban chấp hành Trung ương Đảng Cộng sản Đông Dương họp khẩn tại Đình Bảng (Bắc Ninh).
Sau khi độc chiếm Đông Dương, phát xít Nhật liền thi hành chính sách mua chuộc kết hợp với những chính sách đàn áp, khủng bố. Về chính trị, Đế quốc Nhật Bản dùng biện pháp tuyên bố "trao trả độc lập" cho chính phủ Đế quốc Việt Nam nhưng vẫn giữ nguyên bộ máy cai trị của Pháp và thay người Nhật vào vị trí người Pháp. Các đảng phái, tổ chức chính trị theo Nhật chống Việt Minh thừa dịp lập ra khắp nơi. Người Nhật dùng bộ máy tuyên truyền đồ sộ quảng bá tinh thần bài Pháp, theo Nhật. Mặt khác, họ huy động quân đội tấn công vào các chiến khu, các cơ sở cách mạng của Việt Minh.
Về kinh tế, Nhật Bản chiếm các cơ sở kinh tế của chế độ cũ, in giấy bạc mới tung ra thị trường, vơ vét tư liệu sản xuất, hàng hóa, lương thực và cướp đoạt tài sản của dân chúng; làm cho nền kinh tế Đông Dương bị kiệt quệ, cuộc sống người dân điêu đứng, cùng quẫn. Giá gạo ở Bắc Kỳ vào tháng 10/1944 còn là 1150 đồng/tạ, thì đến tháng 2/1945 đã là 1.000 đồng/tạ. Tình trạng đó đã dẫn đến nạn đói Ất Dậu 1945, làm gần 2 triệu người bị chết đói.
Ngày 12/3/1945, Thường vụ Trung ương Đảng Cộng sản Đông Dương ra chỉ thị "Nhật-Pháp bắn nhau và hành động của chúng ta" trước sự kiện đế quốc Nhật Bản đảo chính thực dân Pháp để độc chiếm Đông Dương. Chỉ thị nhận định cuộc đảo chính đã làm cho điều kiện khởi nghĩa chín muồi nhanh chóng. Đảng Cộng sản Đông Dương chủ trương phát động cao trào kháng Nhật mạnh mẽ và chuẩn bị cho tổng khởi nghĩa; đồng thời thay đổi hình thức tuyên truyền, tổ chức đấu tranh để thích hợp với thời kỳ mới: thời kỳ tiền khởi nghĩa.
Chỉ thị "Nhật-Pháp bắn nhau và hành động của chúng ta" đã nhận định rằng mặc dù tình hình chính trị khủng hoảng sâu sắc, nhưng điều kiện tổng khởi nghĩa ở Việt Nam và Đông Dương hiện nay chưa thật sự chín muồi. Vì:
- Tuy hàng ngũ Pháp ở Đông Dương hoang mang, tan rã đến cực điểm. Nhưng thế lực thống trị Nhật Bản về cơ bản vẫn ổn định.
- Các tầng lớp nhân dân đứng giữa tất nhiên phải qua 1 thời kỳ chán ngán những kết quả tai hại của cuộc đảo chính của Nhật, lúc đó mới ngả hẳn về phe Việt Minh, mới quyết tâm giúp đỡ lực lượng khởi nghĩa.
- Các lực lượng vũ trang vẫn còn lúng túng ở chỗ sửa soạn khởi nghĩa, chưa sẵn sàng chiến đấu, chưa quyết tâm hy sinh.

Tuy nhiên, chỉ thị đó cũng cho rằng có nhiều cơ hội tốt đang giúp cho những điều kiện tổng khởi nghĩa mau chín muồi. Cao trào kháng Nhật sẽ là một cuộc tổng dợt và tiền đề cho tổng khởi nghĩa.

## Diễn biến
Phong trào đã diễn ra mạnh mẽ, phong phú về nội dung và hình thức, tấn công Nhật toàn diện trên các mặt chính trị, kinh tế, quân sự, văn hóa... trên khắp các thành phố, thôn quê, và miền núi. Việt Minh (khắp cả 3 vùng chiến lược) thực hiện khởi nghĩa chống Nhật từng phần, mở rộng căn cứ địa, làm tiền đề tiến lên Tổng khởi nghĩa. Phong trào đã chiếm giữ được nhiều vùng rộng lớn từ tay Nhật, hình thành nhiều vùng căn cứ cộng sản, trong đó Khu Giải phóng Việt Bắc – bao gồm Cao Bằng, Lạng Sơn, Bắc Kạn, Thái Nguyên, Tuyên Quang, Hà Giang, và một số vùng ở Bắc Giang, Phú Thọ, Vĩnh Yên, Yên Bái – là rộng lớn nhất, và là căn cứ địa chính của toàn quốc.
Quân đội Nhật đã mạnh bạo mở các cuộc càn quét, tấn công vào các vùng Việt Minh. Quân Việt Minh, các đội dân quân - tự vệ, du kích xã đã chống trả quyết liệt, bảo vệ căn cứ địa, tiêu biểu là các trận đánh bảo vệ chiến khu Vần, chiến khu Hiền Lương, và chiến khu Trần Hưng Đạo. Tại các đô thị, các phong trào đấu tranh của công nhân, học sinh, viên chức dâng cao. Nhiều tổ chức công nhân cứu quốc được xây dựng ở nhiều xí nghiệp. Cao trào kháng Nhật hoạt động sôi nổi trên cả nước.

### Nổi dậy từng phần
Tại chiến khu Việt Bắc, liên tỉnh ủy Cao-Bắc-Lạng quyết định nổi dậy cướp chính quyền ở những nơi đã đủ điều kiện. Việt Nam Tuyên truyền Giải phóng quân và Cứu quốc quân phối hợp với nhân dân nổi dậy. Hàng loạt các xã, tỉnh, châu thuộc các vùng Cao Bằng, Bắc Cạn, Lạng Sơn, Thái Nguyên, Tuyên Quang đều bị Việt Minh chiếm giữ.
Tại Bắc Giang, nhiều xã thuộc vùng Thượng Yên Thế, Hữu Lũng, Bố Hạ, Hòa Hiệp v.v., quần chúng nổi dậy biểu tình thị uy vũ trang, lập Ủy ban giải phóng. Việt Minh huy động hàng ngàn quần chúng kéo đi cướp vũ khí của lính đồn, nhiều tri huyện, tri phủ phải bỏ chạy. Toàn bộ huyện Hiệp Hòa, một phần Yên Thế, Phú Bình đều do quân nổi dậy kiểm soát.
Tại Bắc Ninh, sau đêm Nhật đảo chính Pháp, chi bộ Đảng của xã Trung Màu (Tiên Du) lãnh đạo quần chúng khởi nghĩa lập chính quyền ở 2 xã Trung Màu và Dương Hút. Trong tình hình đó, tỉnh ủy Bắc Ninh chủ trương đẩy mạnh công tác tuyên truyền đưa phong trào quần chúng tiến lên. Do đó, chỉ trong tháng 3 và tháng 4, số hội viên Việt Minh trong tỉnh đã tăng lên hàng vạn người.
Tại Hưng Yên, đêm 11/3/1945, đội dân quân - tự vệ và du kích địa phương đã đánh đồn Bần Yên Nhân, cướp được toàn bộ vũ khí.
Hàng ngàn đảng viên cộng sản, cán bộ Việt Minh đang bị giam trong các nhà tù Nghĩa Lộ, Sơn La, Hỏa Lò (Hà Nội), Buôn Ma Thuột, Hội An (Quảng Nam)... nhân cơ hội Nhật-Pháp bắn nhau và tình hình hỗn loạn đã đấu tranh đòi tự do, hoặc nổi dậy phá nhà lao, vượt ngục ra ngoài hoạt động.
Tại Quảng Ngãi, ngày 11/3/1945, những đảng viên, cán bộ cộng sản đang bị giam trong trại tập trung Ba Tơ, khi nghe tin Nhật đảo chính Pháp, đã phá trại giam, cướp súng, thành lập đội du kích Ba Tơ. Đây là đội du kích đầu tiên của miền Trung do Đảng Cộng sản Đông Dương tổ chức, lãnh đạo, trở thành lực lượng nòng cốt trong cuộc nổi dậy giành chính quyền ở Quảng Ngãi và các tỉnh khác.
Tại Nam Kỳ, trong tháng 3 và tháng 4, chỉ thị của Trung ương Đảng Cộng sản Đông Dương chưa đến được, nhưng một số địa phương có phong trào mạnh từ trước cũng có những hình thức đấu tranh chống lại nhiều quận trưởng, tỉnh trưởng, như ở Mỹ Tho.

### Phá kho thóc cứu đói
Khi phong trào khởi nghĩa từng phần lên cao, cũng là lúc Bắc Kỳ, Bắc Trung Kỳ, diễn ra nạn đói trầm trọng do chính sách vơ vét, tích trữ lương thực của Nhật và Pháp. Để giải quyết nạn đói và thúc đẩy phong trào đi lên, Hội nghị Ban thường vụ Trung ương quyết định tiến hành phá kho thóc, giải quyết nạn đói.
Tại Bắc Giang, Bắc Ninh, hàng ngàn quần chúng đi phá kho thóc của Nhật, Pháp; thu hàng ngàn tấn thóc chia cho nông dân. Tại Vĩnh Yên, Phúc Yên, hàng chục kho thóc bị phá. Tại Phú Thọ trong một thời gian ngắn có 14 kho thóc bị phá.
Tại Ninh Bình, ngày 15/3 quần chúng các huyện Nho Quan, Gia Viễn đã phá 12 kho thóc, thu hàng trăm tấn thóc chia cho dân nghèo. Tại Thái Bình, trong tháng 3 và tháng 4, nhân dân các huyện Phụ Dực, Thư Trì, Tiền Hải, Vũ Tiên, Tiên Hưng đã thu 1.000 tấn thóc chia cho dân.
Tại Hải Dương, nhân dân phá 39 kho thóc và lấy 43 thuyền gạo với 2.000 tấn. Riêng các huyện phía Nam đã phá 26 kho thóc, thu 26 thuyền với >1.000 tấn gạo. Tại Hưng Yên, Hòn Gai, Hà Đông, Sơn Tây, người dân phá kho thóc, gạo của Nhật.
Tại ngoại thành Hà Nội, người dân tiến hành phá các kho thóc, gạo của Nhật ở phố Bắc Ninh, phố Lê Lợi, phố Phà Đen, thu hàng trăm tấn. Tại các tỉnh Thanh Hóa, Nghệ An, Hà Tĩnh, Quảng Bình cũng diễn ra nhiều cuộc phá kho thóc, cứu đói.
Phong trào phá kho thóc, cứu đói dưới sự lãnh đạo của Đảng Cộng sản Đông Dương là 1 trong những hình thức tập dượt quần chúng đấu tranh từ thấp đến cao, kết hợp đấu tranh kinh tế, chính trị, vũ trang, chuẩn bị cho Tổng khởi nghĩa.

### Đấu tranh ở thành thị và các khu công nghiệp
Trong phong trào phá kho thóc, công nhân và dân nghèo Hà Nội cũng đi phá các kho thóc của Nhật. Công nhân bến cảng Hải Phòng bí mật đốt phá các kho lương thực ở bến Sáu Kho, cho đồng bào vào lấy gạo. Công nhân mỏ Đông Triều chặn bắt tàu thuyền chở gạo của người Nhật, công nhân Sài Gòn quyên góp gạo, tiền gửi ra Bắc giúp đồng bào cứu đói.
Phong trào công nhân đấu tranh tiến lên hình thức cao hơn, như phá hoại kế hoạch của Nhật, tự tạo vũ khí, cướp súng, đạn của Nhật cung cấp cho bộ đội du kích ở các chiến khu. Công nhân Hà Nội tổ chức cướp súng của Nhật ở Phà Đen, Ngọc Hà. Tại Quảng Yên, công nhân khởi nghĩa chiếm mỏ Mạo Khê, Tràng Bạch, Uông Bí. Tại các thành phố lớn như Hà Nội, Huế, Sài Gòn, công nhân tuyên truyền gây thanh thế cho Việt Minh. Nhiều hoạt động treo cờ diễn thuyết ở chỗ đông người, các rạp hát, trường học, ngã 3 đường trên tàu điện đã diễn ra ở Hà Nội. Tại đây, học sinh và thanh niên bất hợp tác với Nhật, không học tiếng Nhật, tổ chức những cuộc mít tinh, tuyên truyền tinh thần yêu nước tại Mễ Trì, chợ Canh, Chợ Láng. Thanh niên tổ chức tuyên truyền xung phong tại các trường Gia Long, Kỹ nghệ thực hành. Đông đảo giáo viên, học sinh đã hưởng ứng phong trào Việt Minh.
Tại Sài Gòn và các tỉnh miền Nam, từ tháng 5/1945 xuất hiện phong trào Thanh niên Tiền phong. Dưới hình thức hoạt động công khai hợp pháp, tổ chức, tập hợp, rèn luyện quần chúng yêu nước, chuẩn bị đón thời cơ khởi nghĩa. Chỉ vài tháng sau, ở Sài Gòn và miền Nam Việt Nam có hàng vạn người tham gia tổ chức Thanh niên tiền phong. Đến ngày 22/8/1945, Đoàn Thanh niên Tiền phong ra tuyên bố đứng trong Mặt trận Việt Minh và trở thành 1 lực lượng quan trọng của Việt Minh trong những ngày khởi nghĩa Cách mạng tháng Tám giành chính quyền ở Sài Gòn và miền Nam Việt Nam.